# Parafia Niepokalanego Poczęcia Najświętszej Maryi Panny w Grębaninie
Parafia Niepokalanego Poczęcia Najświętszej Maryi Panny w Grębaninie – parafia rzymskokatolicka znajdująca się w diecezji kaliskiej, w dekanacie Kępno.